# آنته ووکوشیچ
آنته ووکوشیچ (به کرواتی: Ante Vukušić) (زادهٔ ۴ ژوئن ۱۹۹۱) بازیکن فوتبال اهل کرواسی است. وی همچنین در تیم ملی فوتبال کرواسی بازی کرده است.